# Nuoto sincronizzato ai campionati europei di nuoto 2018 - Duo misto (programma tecnico)
La competizione di nuoto sincronizzato - Duo misto tecnico dei Campionati europei di nuoto 2018 si è disputata il 3 agosto 2018 presso lo Scotstoun Sports Campus di Glasgow. In totale si sono contese il podio 4 coppie miste di atleti.

## Medaglie
| Posizione | Atleta                                 | Paese  |
| --------- | -------------------------------------- | ------ |
| Oro       | Majja Gurbanberdieva Aleksandr Mal'cev | Russia |
| Argento   | Manila Flamini Giorgio Minisini        | Italia |
| Bronzo    | Berta Ferreras Pau Ribes               | Spagna |

## Risultati
| Pos.    | Atleti                                     | Nazione | Punti      | Punti       | Punti    | Punti   |
| Pos.    | Atleti                                     | Nazione | Esecuzione | Impressione | Elementi | Totale  |
| ------- | ------------------------------------------ | ------- | ---------- | ----------- | -------- | ------- |
| Oro     | Majja Gurbanberdieva Aleksandr Mal'cev     | Russia  | 26.9000    | 27.5000     | 35.1853  | 89.5853 |
| Argento | Manila Flamini Giorgio Minisini            | Italia  | 26.3000    | 26.9000     | 35.4973  | 88.6973 |
| Bronzo  | Berta Ferreras Pau Ribes                   | Spagna  | 24.8000    | 25.2000     | 32.3217  | 82.3217 |
| 4       | Vasileios Gkortsilas Nikoleta Papegeorgiou | Grecia  | 22.2000    | 22.3000     | 28.2838  | 72.7838 |